# Желепове
Желепове́ (у минулому — Желіпов) — село в Україні, у Роздільнянській міській громаді Роздільнянського району Одеської області. Населення становить 123 особи. Відстань до районного центру — 48 км.
Відноситься до Бецилівського старостинського округу.

## Історія

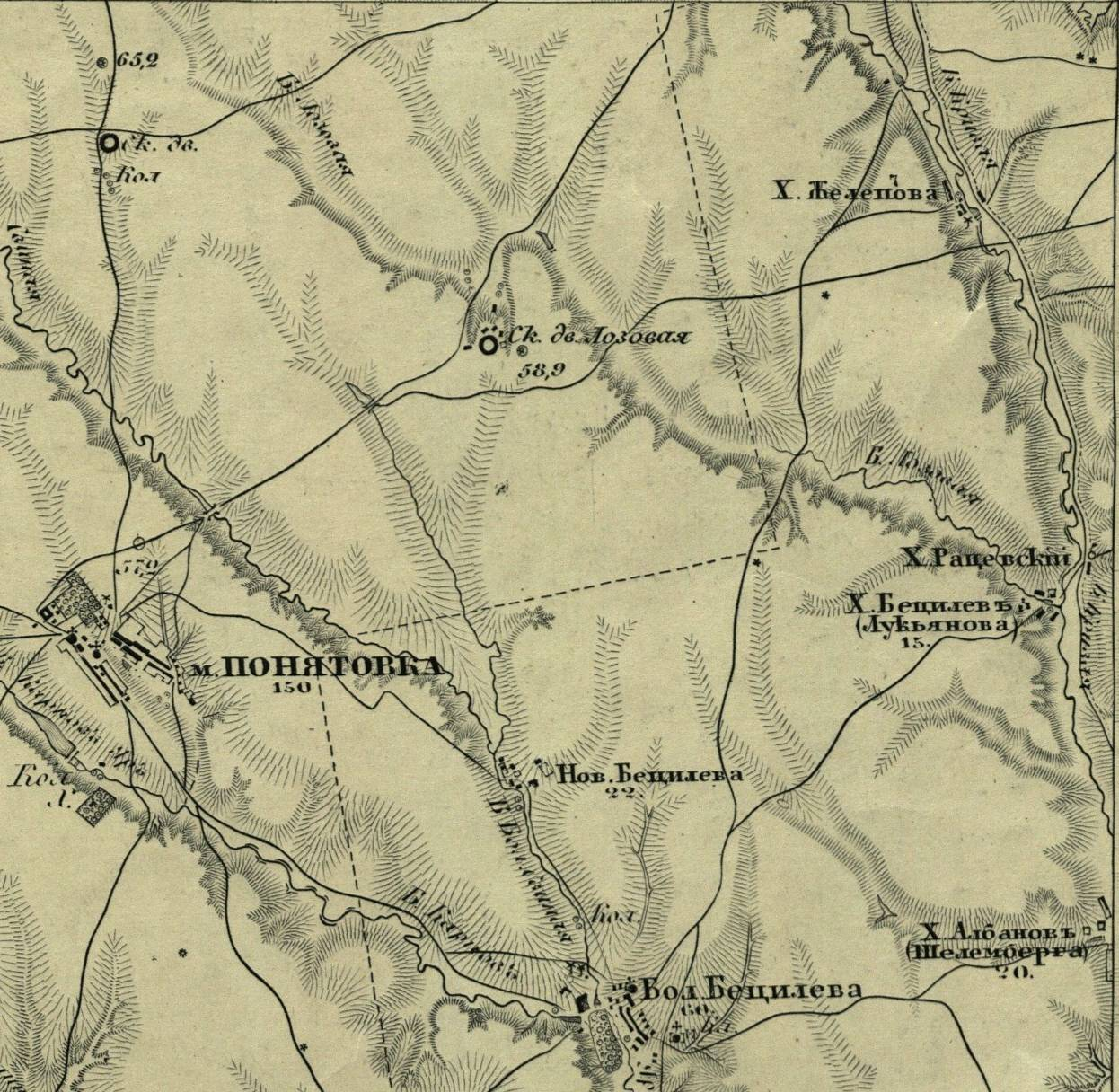
Желепове на карті 1863 р. як хутір Желепова

У 1856 році в поселенні Желеповка спадкоємців Желепових було 14 дворів.
В 1859 році на власницькому хуторі Желіпов 1-го стану (станова квартира — містечко Василівка) Одеського повіту Херсонської губернії, було 5 дворів, у яких мешкало 13 чоловіків і 14 жінок.
У 1887 році в присілку Желепівка Більчанської волості Одеського повіту Херсонської губернії мешкало 10 чоловік та 12 жінок. На хуторі Желепова мешкало 32 чоловіка і 36 жінок.
На 1916 рік в селищі Желепове Більчанської волості Одеського повіту Херсонської губернії, мешкало 73 людини (35 чоловік і 38 жінок).
Станом на 1 вересня 1946 року хутір Желепове був у складі Новосілківської сільської ради.
У результаті адміністративно-територіальної реформи село ввійшло до складу Роздільнянської міської територіальної громади та після місцевих виборів у жовтні 2020 року було підпорядковане Роздільнянській міській раді. До того село входило до складу ліквідованої Бецилівської сільради.

## Населення
Згідно з переписом УРСР 1989 року чисельність наявного населення села становила 192 особи, з яких 95 чоловіків та 97 жінок.
За переписом населення України 2001 року в селі мешкало 177 осіб.
|                                | 2010 | 2011 | 2016 | 2017 | 2018 | 2019 |
| кількість дворів               | 62   | 61   | 53   | 53   | 53   | 53   |
| кількість населення            | 145  | 150  | 97   | 118  | 123  | 123  |
| в т.ч.: дітей дошкільного віку | 8    | 10   | 4    | 5    | 5    | 2    |
| дітей шкільного віку           | 22   | 24   | 7    | 6    | 7    | 5    |
| громадян пенсійного віку       | 40   | 43   | 30   | 34   | 36   | 32   |

|                      | За 2016 рік | За 2017 рік | За 2018 |
| Кількість померлих   | 1           | 2           | 3       |
| Кількість народжених | 0           | 0           | 1       |

### Мова
Розподіл населення за рідною мовою за даними перепису 2001 року:
| Мова       | Відсоток |
| ---------- | -------- |
| українська | 93,82 %  |
| російська  | 3,93 %   |
| молдовська | 1,12 %   |
| білоруська | 0,56 %   |
| угорська   | 0,56 %   |